# Manufacture de draps des Saptes
La manufacture de draps des Saptes à Carcassonne, créée au XVIe siècle, est relancée en 1667 par Colbert pour développer l'industrie du drap, notamment à l'exportation.

## Localisation
Les Saptes se trouve sur la commune de Conques-sur-Orbiel à environ 6,5 km au nord-est du cœur de Carcassonne, et à moins de 250 m de l'Orbiel.

## Historique
Les frères Saptes, venus de Tuchan, s'installent au XVIe siècle près de Conques sur Orbiel et Carcassonne où ils concentrent en un même lieu toutes les opérations nécessaires à la fabrication des tissus. La famille propère est la troisième génération abandonne la fabrique pour la magistrature. L'entreprise, bien qu'ils l'aient vendue en 1620, continue à porter leur nom et devient en 1666 la première manufacture royale du Languedoc, avec à la clé le soutien de l'État.
En 1667, Colbert échange des courriers avec le financier Pierre Louis Reich de Pennautier au moment de la création de la compagnie. Ce dernier se montre optimiste sur les perspectives commerciales. Colbert ne débloque cependant que la moitié du prêt d'État prévu en 1669. Il s'assure d'abord qu'il parvient à faire venir des ouvriers des Pays-Bas pour importer une technologie efficace, même si une activité drapière existe dans la région de Carcassonne depuis 1508.
D'autres manufactures royales sont créées : La Grange des Prés à Pézenas, La Trivalle, La Terrasse près de Rieux puis Auterive, Aubenas en Ardèche, et, près de Carcassonne, Cuxac et Pennautier, propriété de Pierre Louis Reich de Pennautier, qui tisse des draps à partir de la laine des moutons de la Montagne Noire toute proche et regroupe jusqu'à 2 000 ouvriers au XVIIIe siècle. 

Colbert crée en particulier en 1667, un an après, la manufacture des draps de Villeneuvette, bénéficiant de la rivière Dourbie, à trois kilomètres de la ville de Clermont-l'Hérault. Ce projet concurrent, dans une zone rurale éloignée des métropoles, est considéré comme insensé par ses détracteurs mais devient rapidement un des joyaux de la Couronne, profitant aussi du nouveau port de Sète créé à la même époque par Colbert et relié également à Carcassonne par le canal du Midi, qui ouvre à la même époque.
La manufacture de draps des Saptes reçoit en 1669 de l'État la somme de 20 000 livres, soit la première moitié d'un prêt de 40 000 livres, pour son développement. En 1670 est créé, à nouveau à la demande de Colbert, la Compagnie du Levant chargée de vendre les draps languedociens à Constantinople, Smyrne, Alexandrie. Le projet ne fut cependant concrétisé qu'en 1682, avec pour actionnaire Pierre Louis Reich de Pennautier, déjà actionnaire de la Manufacture de draps des Saptes.
Il est alors décidé de former une nouvelle société libre de tous engagements, qui prend à sa charge l'exploitation des deux manufactures de Clermont-l'Hérault et Saptes. L'intendant reçoit l'ordre d'inviter les États du Languedoc à prêter leur concours pécuniaire. À la fin de 1682, la nouvelle société est fondée sous la raison sociale Hindrel, Thomé, Frédian et Varennes pour exploiter les deux fabriques et produire une quantité fixée de draps fins pour le Levant. En retour, le roi promet de lui payer la prime de la pistole pour chaque pièce fabriquée.
Les résultats restent longtemps modestes : dans les années 1690, les exportations au Levant de deux manufactures dépassent à peine 1 000 pièces de drap par an.
L'entreprise de draps emploie en 200 ouvriers en 1689 et le renom des draps des Saptes est mondialement reconnu. Mais à la mort du directeur, Noël de Varennes, en 1699, (Noël de Varennes n'est pas mort en 1699 mais plus tôt, puisque certain texte historique évoque Jaqueline de Trotereau sa femme, déjà veuve en 1697) le travail cesse, le site de la manufacture des draps de Villeneuvette étant plus approprié grâce à la présence d'une rivière.